# گیلاس ۲۰۰۰
شهر ترس (به انگلیسی: Cherry 2000) فیلمی محصول سال ۱۹۸۸ و به کارگردانی استیو دی جارنات است. در این فیلم بازیگرانی همچون ملانی گریفیث، دیوید اندروز، تیم تامرسون، پاملا گیدلی، هری کری جونیور، بن جانسون، بریون جیمز، مارشال بل، لارنس فیشبرن و رابرت زی‌دار ایفای نقش کرده‌اند.